# Heather Meyers
Heather Meyers (ur. 18 kwietnia 1989 w Temecula) – amerykańska siatkarka, grająca na pozycji atakującej. Od sezonu 2014/2015 występuje w niemieckiej Bundeslidze, w drużynie Allianz MTV Stuttgart.

## Sukcesy klubowe
Mistrzostwo Austrii:
- 2012

Puchar Niemiec:
- 2015[2]

Mistrzostwo Niemiec:
- 2015[3], 2016